# Poggio (Forlì)
Poggio è una frazione del comune di Forlì, a circa 7 km dal centro cittadino, fra le frazioni di Malmissole e Barisano. Con una popolazione di circa 330 abitanti, la frazione sorge nella pianura in direzione della provincia di Ravenna.

## Storia
Il toponimo del nome non è di origine certa, ma è riscontrabile una derivazione dal latino Podium, a descrivere un'elevazione dalla circostante pianura, presso la quale sorse il nucleo abitato.
La prima attestazione storica diretta di Poggio risale alla Descriptio Romandiolae di Anglico de Grimoard il quale la censiva come Villa Podii ed Ayturani, con un totale di 12 focolari. Il termine Ayturani è di origine non chiara, ma potrebbe alludere al termine alturiano in riferimento all'altura sotto la quale sarebbe esistita una galleria di collegamento tra il castello di Barisano e Castel Lucio. La presenza di tali gallerie, di cui oggi non si evidenzia alcuna traccia, sono confermate dallo storico Marchesi nel 1670 mentre uno dei parroci di Poggio, don Zattini, nel 1927 ne confermava l'esistenza.
Nella seconda metà del XV secolo, lo storico Leone Cobelli riporta nelle proprie cronache: ... el conte Guido Feltrano capitano forlovese condusse lo suo exercito a Pogio, villa de Forlivio, e alora li forlovesi facevano tagliare li loro grani e portare dentro la città a gran furia. El conte Guido Feltrano fe' incontinente refare la bastia de Pogio, la quale lo facta l'anno precedente. La bastia fu tuttavia distrutta lo stesso anno dai francesi durante l'assedio fi Forlì. Sorgeva nei pressi dell'attuale chiesa parrocchiale di Poggio.

## Villa Canestri-Schiavi
È una residenza padronale che apparteneva in origine alla famiglia nobiliare Bonucci. Nel 1821 passò ai conti Canestri attraverso la figura di Francesco Canestri, erede della famiglia Bonucci. Francesco Canestri era un ufficiale caduto a Vicenza nel 1848, combattendo contro gli austriaci, il cui padre, Achille, aveva fatto nascondere, nella soffitta della villa, armi e munizioni da far pervenire al figlio. La polizia, informata della presenza delle armi, fece smantellare il tetto della villa, presso la quale non furono rinvenute perché, nottetempo, erano state sotterrate in giardino.